# Liste der Monuments historiques in Valforêt
Die Liste der Monuments historiques in Valforêt führt die Monuments historiques in der französischen Gemeinde Valforêt auf.

## Liste der Objekte
| Bezeichnung                          | Beschreibung                                                          | Standort                                  | Kennzeichnung | Schutzstatus | Datum | Bild |
| ------------------------------------ | --------------------------------------------------------------------- | ----------------------------------------- | ------------- | ------------ | ----- | ---- |
| Glocke                               | Bronze, 1723 gegossen                                                 | Clémencey, in der Kirche St-Pierre (Lage) | PM21000637    | Classé       | 1908  |      |
| Tabernakel                           | Holz, farbig gefasst, Ende des 17. Jahrhunderts                       | Clémencey, in der Kirche St-Pierre (Lage) | PM21003673    | Inscrit      | 1976  |      |
| Skulptur Petrus                      | Aufsatz eines Prozessionsstabs; Holz, farbig gefasst, 18. Jahrhundert | Clémencey, in der Kirche St-Pierre (Lage) | PM21003674    | Inscrit      | 1976  |      |
| Altarkreuz                           | Zinn, Ende des 17. Jahrhunderts                                       | Clémencey, in der Kirche St-Pierre (Lage) | PM21003675    | Inscrit      | 1976  |      |
| Skulptur Madonna mit Kind            | Aufsatz eines Prozessionsstabs; Holz, farbig gefasst, 18. Jahrhundert | Clémencey, in der Kirche St-Pierre (Lage) | PM21003676    | Inscrit      | 1976  |      |
| Skulptur Petrus im päpstlichen Ornat | Stein, farbig gefasst, 16. Jahrhundert                                | Clémencey, in der Kirche St-Pierre (Lage) | PM21003594    | Inscrit      | 1977  |      |